# Disasterpieces
A Slipknot első koncert DVD-je (VHS-e), nagy mennyiségű anyaggal, mivel magában foglal egy koncertet (2002. február 2. Wembley Arena, London, Anglia), a zenekar összes klipjét (beleértve a Wait and Bleed animált és a Left Behind cenzúrázatlan változatát), valamint a Purity című számot. A koncert 35 kamerával lett lefilmezve, amiből kilencet a tagok maszkjára helyeztek fel, így első kézből, mintegy 'First Person' nézetből is részesei lehetünk az előadásnak.

## Tartalom
1. People = Shit
2. Liberate
3. Left Behind
4. Eeyore
5. Disasterpiece
6. Purity
7. Gently
8. Eyeless
9. Drum Solo
10. My Plague
11. New Abortion
12. The Heretic Anthem
13. Spit It Out
14. Wait And Bleed
15. (SIC)
16. Surfacing

## Extrák
A DVD rengeteg, a főmenüből nem elérhető extrát tartalmaz, ezek főképp titkos menük, galériák, amiket speciális módon lehet behozni.

### Rejtett fotógaléria
A DVD-n egy rejtett fotógaléria eléréséhez az alábbi lépéseket kell tenni:
- A főmenüben a 09 -es chapterhez kell ugratni a DVD-t.
- Egy számológép jön be, amin vagy a 0, vagy a 9-es megnyomásával el lehet érni a galériát.

### Sid menüje
A menük mind tartalmazzák a csapat összes tagjának fényképét és számát, de a 'Concert Selection' menüben feltűnhet hogy Sid hiányzik. Ez azért van mert ebből a menüből lehet elérni az ő menüjét, mégpedig úgy, hogy a második alkalommal amikor a 'Here Comes The Pain!' kiáltás hallatszik, akkor entert kell nyomni. 
Megjegyzés: Ha a jobb alsó sarokban található skip gombra kattintasz, a számológéphez jutsz, ahonnan a Fotógalériát érheted el.

### Rejtett felvételek
1. Az első DVD-n, a Left Behind felénél megjelenik a feliratozás akkor is ha ki van kapcsolva (az 'I cannot stand to see your talimide robot face' résznél). Ha ilyenkor entert nyomsz, akkor a kamera a koncert mögött található eseményeket veszi, amint épp a gitár/dobtechnikusok dolgoznak.
2. Válaszd ki a (SIC) c. számot a jelenetválasztó menüben (Concert selection), tekerd vissza a felvételt az előtte látható dokumentáció végére, majd amikor látod Corey-t háttal elsétálni a kamera előtt akkor nyomd meg gyorsan kétszer az entert.
3. Válaszd ki a jelenetválasztó menüben Sid szólóját, és eszeveszetten kezd el nyomkodni az entert amikor elkezd scratchelni. Ha ügyes voltál akkor megnézheted a többi tagot a színpad mögött a #0 ügyködése közben.
4. Kapcsold be a VIP-t, majd válaszd ki Joey szolóját a jelenetválasztó menüben. Várj amig bejön a piros VIP felirat az alsó sarokban, majd duplán nyomj entert.
5. A Surfacing-et kiválasztva, bekapcsolt VIP-vel megjelenik az alsó sarokban az 'I am the push that makes you move' sornál (Kicsit várni kell, nem az elsonél kell megnyomni, különben nem jön be). Ekkor duplán nyomj entert, és ha ügyes voltál a szokásosnál több extrát láthatsz. Ugyanezt kell tenni a dal végén is ha látni akarsz koncert utáni felvételeket.